# Рампина Векија (Болоња)
Рампина Векија (итал. Rampina Vecchia) је насеље у Италији у округу Болоња, региону Емилија-Ромања.
Према процени из 2011. у насељу је живело 16 становника. Насеље се налази на надморској висини од 22 м.